# Rabbijns jodendom
Het rabbijns jodendom (Hebreeuws: יהדות רבנית Jahadut Rabanit) was de opvolger van de Farizeeën na de verwoesting van de Tweede Tempel in het jaar 70. Het ontwikkelde zich van de 2e tot de 6e eeuw, toen het al het normatieve jodendom was. De enige concurrerende joodse richting was en is het Karaïtisch jodendom, een kleine richting die de autoriteit van de rabbijnse interpretatie aanvecht.
Hedendaagse richtingen in en subrichtingen rabbijnse jodendom zijn:
- Orthodox jodendom
  - Charedisch jodendom
  - Modern-orthodox jodendom
- Masorti jodendom (conservatief jodendom)
- Liberaal jodendom
  - Reformjodendom
  - Reconstructionistisch jodendom